# 雅州 (羁縻州)
雅州，唐朝时设置的羁縻州。
雅州为下州，唐太宗贞观五年（631年），处生羌置西雅州。八年（634年），去“西”字。约治今四川省阿坝县南，领三县，与州同置：新城、三泉、石陇。至京师长安西南二千六百六十里。唐高宗时地入吐蕃。